# 앤서니 칼리아
앤서니 코스모 칼리아(Anthony Cosmo Callea, 1982년 12월 13일 ~ )는 오스트레일리아의 가수이다. 2004년 《오스트레일리안 아이돌》의 4번째 시즌에서 준우승을 하였다.